# El siete machos
Pour plus de détails, voir Fiche technique et Distribution.
El siete machos est un film mexicain réalisé par Miguel M. Delgado, sorti en 1951.

## Synopsis
Après la mort tragique de son père Don Guadalupe (Ángel Infante (es)) dans une embuscade dans le désert il y a de nombreuses années, Rosario (Alma Rosa Aguirre (es)) revient après dix ans d'absence dans l'hacienda qui appartenait à son père décédé. Elle y était connue sous le nom de la « Niña Chayo », un surnom que lui donnaient les employés. Rosario était la nièce de l'actuel propriétaire, Don Carmelo (Miguel Ángel Ferriz (es)), qui était le cousin de Don Guadalupe.
Bénéficiant de la mort de Don Guadalupe, Don Carmelo était devenu propriétaire de la propriété qui s'appelait Hacienda Los Sauces. Étant le commanditaire de l'assassinat de son cousin, en apprenant que sa nièce allait lui rendre visite, un sentiment de doute et de méfiance l'envahit. Il envoya un simple employé la chercher à la gare. Cet employé était Margarito (Cantinflas), un ouvrier de l'hacienda naïf mais à la fois vif et espiègle qui est immédiatement attiré par Rosario.
Rosario, rêveuse comme toute jeune femme, arrive au pays où elle est née avec le profond désir de rencontrer Siete Machos (également joué par Cantinflas) après avoir entendu parler de ses exploits par lesquels elle se sent attirée. Elle est sauvée d'un cheval déchaîné par Siete Machos, un dangereux bandit qui, à la manière de Robin des Bois, distribue aux pauvres tout ce qu'il a volé et est toujours prêt à aider ceux qui en ont besoin ; ce qui lui donne une réputation de bravoure et d'audace égale à celle de beaucoup d'hommes, d'où son surnom de « Siete Machos », puisque sa valeur était équivalente à ce nombre par rapport aux autres. Or, il se trouve que Siete Machos est, sans le savoir, le frère jumeau de Margarito.
La confusion entre Margarito et Siete Machos génère la plupart des situations comiques et le dénouement drôle et moralisateur du film.

## Fiche technique
- Titre : El siete machos
- Réalisation :	Miguel M. Delgado
- Assistant-réalisateur : Moisés Delgado
- Scénario : Janet Alcoriza (es), Luis Alcoriza
- Adaptation et dialogues : Jaime Salvador, Carlos León
- Photographie : Gabriel Figueroa
- Montage : Jorge Bustos
- Musique : Rafael Hernández Marín (es)
- Direction artistique : Gunther Gerszo
- Décors :
- Costumes :
- Son : Antonio Bustos
- Producteurs : Luis Enrique Galindo, Jesús Grovas
- Directeur de production : José Luis Busto
- Société de production : Posa Films
- Société(s) de distribution : Clasa-Mohme (États-Unis, zone de langue espagnole)
- Pays d'origine :  Mexique
- Langue de tournage : Espagnol
- Format : Noir et blanc — 35 mm — 1,37:1 — Son : Mono
- Genre : Comédie, Western
- Durée : 98 minutes (1 h 38)
- Dates de sortie :
  - Mexique : 2 mai 1951
  - Espagne : 29 octobre 1951 (Madrid) | 12 novembre 1951 (Barcelone)
  - Portugal : 26 février 1954
  - États-Unis : 24 juin 1954

## Distribution
- Cantinflas : Margarito / El Siete Machos
- Alma Rosa Aguirre (es) : Rosario
- Miguel Ángel Ferriz (es) : Don Carmelo
- Miguel Inclán : Toño
- Delia Magaña (es) : Chole
- Carlos Martínez Baena : Padre Guzmán
- Rafael Icardo : Don Ceferino
- José Elías Moreno (es) : El Chacal
- Antonio R. Frausto (es) : le chef municipal
- Enriqueta Reza (es) : Yerbera
- Ernesto Finance (es) : un membre de la bande des Sept Machos
- Carlos Múzquiz (es) : Manuel
- Ángel Infante (es) : Don Guadalupe
- Víctor Alcocer (es) : (non crédité)
- José Chávez (es) : (non crédité)
- Edmundo Espino (es) : le professeur (non crédité)
- José Luis Fernández : un membre de la bande des Sept Machos (non crédité)
- Jesús García : Peón (non crédité)
- Emilio Garibay : (non crédité)
- Leonor Gómez : la cuisinière (non créditée)
- Cecilia Leger : une invitée de la fête (non créditée)
- Kika Meyer : la femme à la cantine (non créditée)
- José Muñoz : Florentino (non crédité)
- José Pardavé : Peón (non crédité)
- Aurora Ruiz : Felisa (non créditée)

## Crédit d'auteurs
- (es) Cet article est partiellement ou en totalité issu de l’article de Wikipédia en espagnol intitulé « El siete machos » (voir la liste des auteurs).